# Llibre de Vercelli
El Llibre de Vercelli o Codex Vercellensis és un còdex medieval de la fi del segle X que recull vint-i-nou textos en anglés antic: vint-i-tres homilies en prosa i sis poemes. És un dels quatre manuscrits principals de la literatura poètica anglosaxona que encara existeixen, juntament amb el Manuscrit Junius, el Llibre d'Exeter i el Còdex Nowell. Es conserva a la biblioteca de la catedral de Sant Eusebi a Vercelli, Itàlia, amb la referència Codex CVII.

## Descripció
El Llibre de Vercelli té 136 pàgines, amb una mitjana 31 cm de llarg per 20 cm d'ample. Aquestes pàgines estan reglades amb un nombre de línies que varia d'entre vint-i-tres a trenta-tres. Es divideixen en dinou quaderns que tenen de dues a nou pàgines i s'identifiquen per una doble numeració: un número romà a la part superior de la primera pàgina, i una lletra majúscula a la part inferior de la darrera. L'últim quadern s'atura a la pàgina 135. La pàgina 136, afegida més tard, es deixà en blanc. L'enquadernació de pell, fixada als panells originals, és del segle XIX, i porta la inscripció llatina "homiliarum liber ignoti idiomatis", que significa 'llibre d'homilies en una llengua desconeguda'.
El manuscrit, poc decorat, és obra d'un sol escriba. No inclou pas cap il·lustració, tret d'un animal petit, que sembla un gos o un lleó, dibuixat a la part inferior del foli 49v. Tanmateix, l'inici de cada element nou està marcat amb una lletra majúscula al començament del primer mot. Algunes d'aquestes caplletres adopten forma animal.  
En general, el manuscrit es troba en bon estat i és prou llegible. En manquen, però, algunes pàgines, i d'altres estan tacades, i per tant totalment o parcialment il·legibles.

## Història

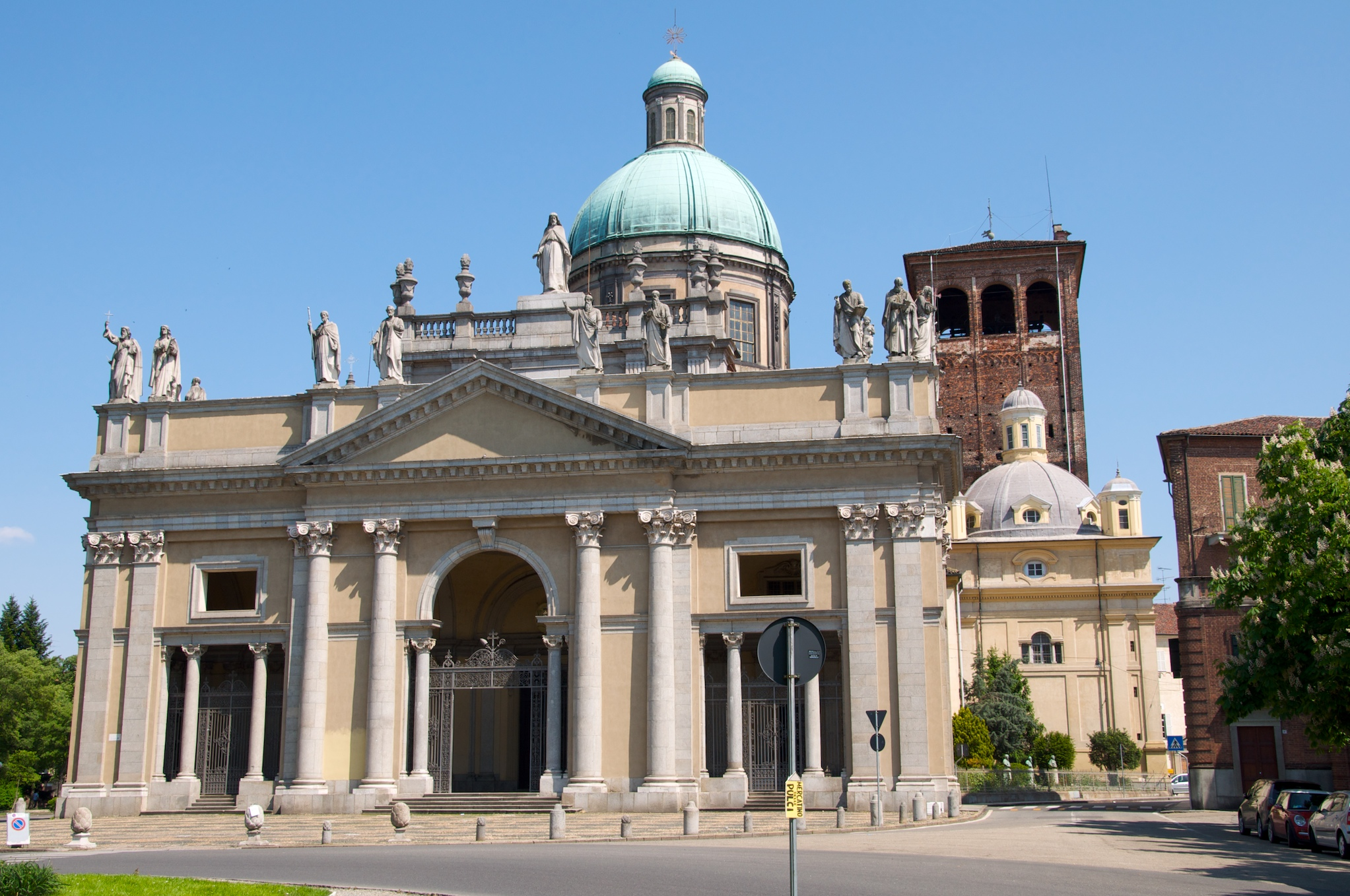
La Catedral de Vercelli

El Llibre de Vercelli se sol datar de la segona meitat del segle X. Alguns autors han proposat intervals més o menys precisos en aquest període. Se'n desconeix l'origen exacte, així com els motius de la compilació. La hipòtesi més popular és la de Donald Scragg, que el situa a l'Abadia de Sant Agustí de Canterbury a l'època de Dunstan, arquebisbe del 959 a 988.
Esmentat en una carta del 1748, el manuscrit es va redescobrir l'any 1822 a la biblioteca del capítol de Vercelli per un jurista alemany, el doctor Friedrich Blume. No se sap quan ni com va anar a parar el llibre, amb tota seguretat fet a Anglaterra, a aquesta petita ciutat del Piemont. El seu redescobriment, publicat el 1824, començà a atraure l'atenció d'historiadors i filòlegs a la dècada dels 1830. 

## Contingut
El Llibre de Vercelli aplega vint-i-nou textos religiosos escrits en anglés antic: vint-i-tres homilies en prosa i sis poemes. Algunes de les homilies tenen un títol en el manuscrit, però cap dels sis poemes no en té. Els títols amb què són coneguts els han donat els editors moderns.

Els textos són anònims, llevat dels poemes Elene i Els destins dels apòstols, que són del poeta Cynewulf. Aquest signà aquests poemes escrivint les runes que formen el seu nom. Fins a començament del segle xx, els altres poemes del Llibre de Vercelli foren també atribuïts a Cynewulf per alguns crítics, una opinió que ara no se sosté pas.
- 1r-9r: homilia I, la Passió de Crist
- 9v-12r: homilia II, el Judici Final
- 12v-16r: homilia III, les virtuts catòliques
- 16v-24v: homilia IV, la penitència en vista al Judici Final
- 25r-29r: Error de Lua a Mòdul:Llengua a la línia 162: Latinx: no està definit. Ostende nobis domine, homilia V, la Nativitat
- 29v-52v: poema d'Andreas, poema
- 52v-54r: El destí dels Apòstols, poema
- 54v-56r: homilia VI, la Nativitat
- 56v-59r: homilia VII, contra la gola, la luxúria i la mandra
- 59r-61r: homilia VIII, el Judici Final
- 61r-65r: homilia IX, la mort
- 65r-71r: homilia X, el caràcter transitori del món
- 71v-73v: Spel to forman gangdæge, homilia XI
- 73v-75v: Spel to ðam oðrum gangdæge, homilia XII
- 75v-76v: Error de Lua a Mòdul:Llengua a la línia 162: Latinx: no està definit., homilia XIII
- 76v-80v:Error de Lua a Mòdul:Llengua a la línia 162: Latinx: no està definit., homilia XIV
- 80v-85v: Alia omelia de die iudicii, homilia XV
- 85v-90v: Omelia epyffania domini, homilia XVI
- 90v-94v: De purificatione sancta Maria, homilia XVII
- 94v-101r: De sancto Martino confessore, homilia XVIII, la vida de Martin de Tours
- 101v-103v: Soul and Body I, poème
- 104r-104v: Homiletic Fragment I, poema
- 104v-106v: Dream of the Rood, poema
- 106v-109v: homilia XIX
- 109v-112r: homilia XX, els pecats capitals
- 112r-116v: homilia XXI
- 116v-120v: homilia XXII
- 121r-133v: Elene (poema), poema
- 133v-135v: homilia XXIII, vida en prosa de Guthlac de Croyland

### Les homilies
Els vint-i-tres textos en prosa recollits amb el nom d'Homilies de Vercelli constitueixen una de les obres en prosa més importants del corpus de l'anglés antic. No tots entren dins del gènere de les homilies, en sentit estricte: els números XVIII i XXIII són hagiografies, i altres s'acosten més als sermons. Molts recorren a un discurs escatològic que descriu la fi del món i el Judici Final. Aquest és el cas del II, IV, VIII, XV i XXI. No es classifiquen pas segons el calendari litúrgic, sinó temàticament. Amb les Homilies de Blickling, constitueixen la col·lecció principal d'homilies anglosaxones anteriors a Ælfric d'Eynsham.

### Els poemes

#### Andreas
Andreas és un poema de 1.722 versos que ocupa els folis 29v a 52v del manuscrit. Com el seu títol indica, l'heroi n'és l'apòstol Andreu, que salva el seu company Mateu de la tribu caníbal mermedoniana. La primera part del poema recorre el viatge per mar d'Andreu. Gràcies a la seua fe, arriba a la destinació, malgrat la forta tempesta. Una volta entre els mermedonians, Andreu salva Mateu gràcies a la invisibilitat que li concedí Déu abans de ser capturat, al seu torn. Després de tres dies i tres nits de tortura, Déu el salva i castiga els mermedonians, que es converteixen al cristianisme.
Un dels temes del poema és el problema de l'imitatio christi, això és, com un creient ha de seguir el model de Crist.

#### The Fates of the Apostles
The Fates of the Apostles (El destí dels apòstols) és un poema de 122 versos que ocupa els folis 52v a 54r. Es tracta d'un martirologi dels dotze apòstols, que descriu els principals fets ocorreguts en la vida de cadascun d'ells després de l'Ascensió. El poeta s'adreça al lector en primera persona i intenta aportar-li consol i consell.
És un dels dos poemes del llibre signats per Cynewulf. La seua posició al llibre, després d'Andreas, ajuda a situar la història d'Andreu en el context.

#### Soul and Body
Soul and Body (Ànima i cos) és un poema de 166 versos que es troba en els folis 101v a 103v. Una ànima condemnada s'adreça al seu cos i li recrimina que s'haja abandonat als plaers de la vida, condemnant-la així a l'infern, mentre que una vida virtuosa li hauria assegurat l'entrada al Paradís. Manca un o més folis entre els núm. 103 i 104 del llibre, de manera que es perd el final del text.
Se l'anomena comunament Soul and Body I per distingir-lo d'un altre poema del Llibre d'Exeter (Soul and Body II). Aquest darrer és en realitat una altra versió del mateix poema, que es diferencia de Soul and Body I en alguns girs i l'absència del final.

#### Homiletic Fragment
Homiletic Fragment (Fragment Homilètic) és un poema de 47 versos que ocupa les dues cares del full 104. Reprén el tema del Salm 28: la duplicitat de les persones.
El començament del poema s'ha perdut, pel mateix motiu que el final de Soul and Body. Pel que es pot jutjar en comparança amb el Salm 28, la pèrdua entre els folis 103 i 104 potser només és d'un o dos folis.
Aquest poema es coneix comunament com Homiletic Fragment I per diferenciar-lo d'un poema semblant del Llibre d'Exeter (Homiletic Fragment II).

#### The Dream of the Rood
The Dream of the Rood (El somni de la Creu) és un poema de 156 versos que ocupa els folis 104v a 106v del manuscrit. Adopta el punt de vista de la Veracreu per explicar la història de la Crucifixió. El seu autor és desconegut, tot i que a vegades s'ha atribuït a Cynewulf o Cædmon.

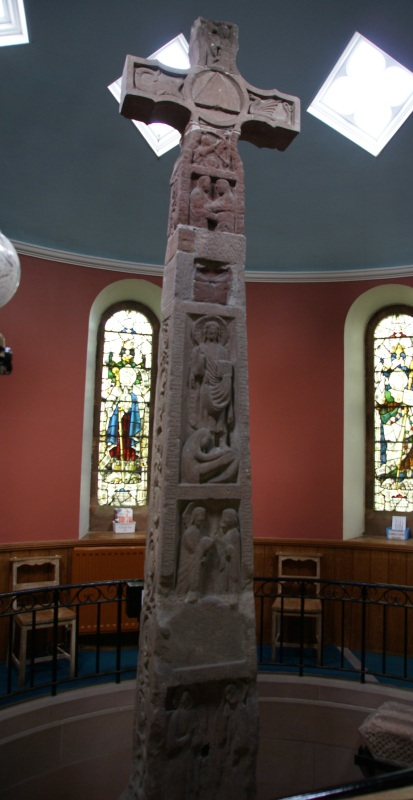
La Creu de Ruthwell

La Creu de Ruthwell, una creu de pedra del segle VII, té una inscripció rúnica propera a certs versos del poema.

#### Elene
Elene (Helena) és un poema de 1.321 versos que ocupa els folis 121r a 133v del manuscrit. Relata el descobriment de la Veracreu a Jerusalem per Helena de Constantinoble, mare de l'emperador Constantí I el Gran.
És un dels dos poemes del llibre signat per Cynewulf.